# Psittacula derbiana

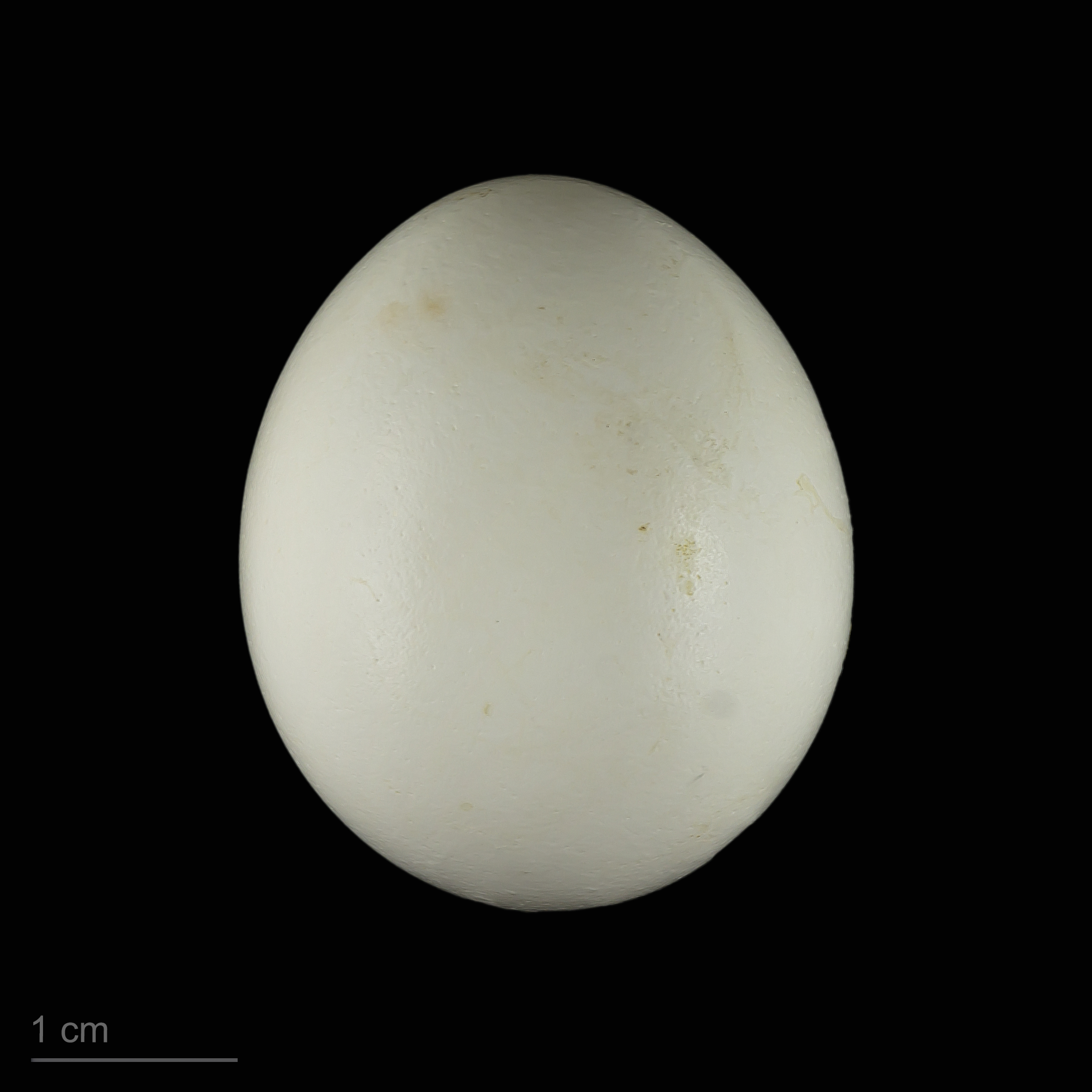
Psittacula derbiana

Il parrocchetto di Derby (Psittacula derbiana (Fraser, 1852)) è un uccello della famiglia degli Psittaculidi.

## Distribuzione
Vive in aree remote della Cina sud-occidentale; poco studiato e poco nota la sua attuale diffusione in natura, in cattività non è molto diffuso e la riproduzione non avviene facilmente.

## Descrizione
Parrocchetto di notevole taglia, con i suoi 50 cm, presenta un evidente dimorfismo sessuale negli adulti: il maschio ha il becco con il ramo superiore rosso-arancio e quello inferiore nero, mentre la femmina presenta entrambi i rami neri. Si presenta con le parti superiori verdi, la testa violacea con segni neri tra la cera e l'occhio, la gola nera, il petto viola intenso che va a sfumare in giallo verdastro sul basso ventre, coda bluastra, iride gialla. I soggetti immaturi hanno la testa verde e i colori più spenti e nei giovanissimi il becco è color arancio.

## Biologia
È uccello di montagna che frequenta le foreste di conifere, di querce e di rododendri, fino ai 4000 metri di quota. Si nutre di semi, in particolare quelli del Pinus tabulaeformis, di frutta, di bacche e di germogli. Il periodo riproduttivo inizia a giugno e il nido viene normalmente costruito in una cavità di un pioppo (Populus cileata). Il corteggiamento del maschio consiste in una sorta di danza su un ramo con lo strofinamento del becco sul ramo stesso.